# David Coulthard
David Marshall Coulthard (Dumfries, Escocia, Reino Unido; 27 de marzo de 1971) es un expiloto de automovilismo británico. Compitió en Fórmula 1 desde 1994 hasta 2008 para los equipos Williams, McLaren y Red Bull, resultando subcampeón en 2001, tercero en 1995, 1998 y 2000, cuarto en 1997 y 1999, y quinto en 2002.
Coulthard acumuló un total de 13 victorias en Fórmula 1, incluyendo dos en el Gran Premio de Mónaco y dos en el Gran Premio de Gran Bretaña. Sus 62 podios lo colocan séptimo en el historial.
Luego compitió en el Deutsche Tourenwagen Masters en un Mercedes-Benz Clase C de Mücke, donde no logró ningún podio, tras lo cual se retiró como piloto. Asimismo, desde 2009 se desempeña como comentarista en las transmisiones de Fórmula 1 del canal de televisión británico BBC.

## Carrera

### Inicios
Coulthard comenzó con el karting a la edad de 11 años. Luego fue campeón de la Fórmula Ford Británica en 1989, y fue premiado con el premio McLaren Autosport BRDC a piloto joven del año. Al siguiente año se rompió una pierna en el circuito de Spa-Francorchamps, rotura de la cual se recuperó en 1991: resultó segundo en la Fórmula 3 Británica y ganó el Gran Premio de Macao y el Masters de Fórmula 3. En 1992, Coulthard participó en la Fórmula 3000 acabando noveno, y al año siguiente, en el 1993, acabó tercero.

### Fórmula 1

#### Williams (1994-1995)

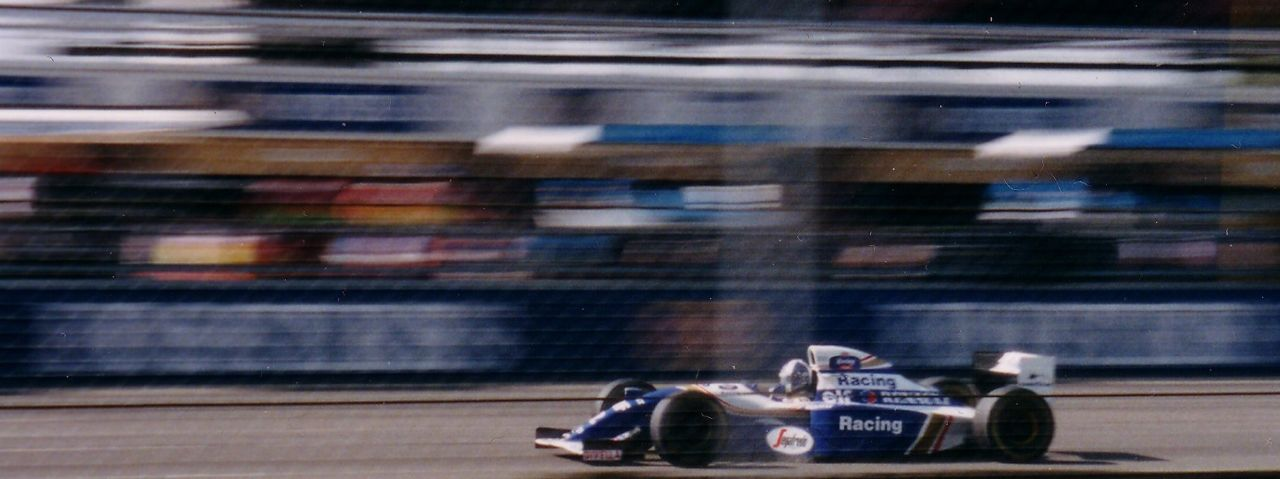
Coulthard al volante de su Williams en el Gran Premio de Gran Bretaña de 1994.

Debido a su gran progreso en las categorías, Coulthard fue contratado por Williams F1 como piloto de pruebas. Al año siguiente, con el fallecimiento de Ayrton Senna, pilotó por primera vez como titular junto a su compañero de equipo Damon Hill en Barcelona. Aunque muchas veces participó con su compañero de equipo, hasta en cuatro ocasiones tuvo que cederle el asiento al excampeón Nigel Mansell, debido a insistencias de Renault, proveedor de motores en aquella temporada a Williams. Consiguió un único podio, quedando segundo en Estoril. En las tres últimas carreras tuvo que dejar paso a Mansell. Al acabar la temporada, anunció su fichaje por el equipo McLaren Mercedes. Sin embargo, su salida de la escudería se tuvo que posponer ya que, a pesar del anuncio, aún le quedaba un año de contrato con el equipo Williams.

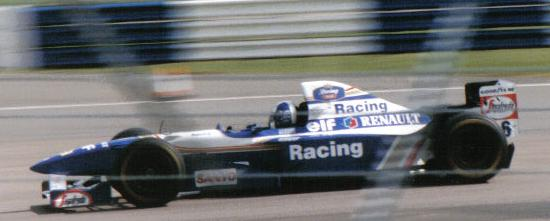
Coulthard en el Gran Premio de Gran Bretaña de 1995.

En la temporada 1995 fue piloto titular de Williams. Debido a su intento de marcha a McLaren, durante la temporada fue "marginado" por el equipo. Logró su primera victoria en el Gran Premio de Portugal, pero cometió graves errores durante la temporada. Uno de los errores más conocidos y más graves fue un choque contra el muro de los boxes al entrar a repostar (en el GP de Australia).

#### McLaren (1996-2004)
En el año 1996, finalmente, Coulthard se incorporó al equipo McLaren para ser piloto titular junto a Mika Häkkinen. En la primera temporada con el equipo no tuvo mucha suerte, pero al año siguiente, en 1997 ganó 2 grandes premios y terminó cuarto en el campeonato, delante de su compañero Häkkinen.

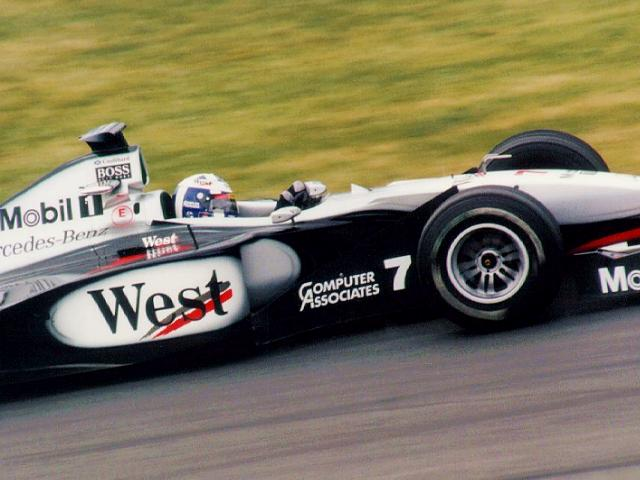
Coulthard al volante de su McLaren durante el Gran Premio de Canadá de 1998.

En 1998, McLaren es sumamente competitivo, lo que le permite a David obtener una victoria y otros buenos resultados, pero Häkkinen fue más veloz que él y se quedó con el campeonato de pilotos. En el año 1999, el equipo Ferrari se acerca más al rendimiento de McLaren, y David consiguió la victoria en los grandes premios de Gran Bretaña y Bélgica y acabó obteniendo 6 podios. Mika volvería a consagrarse campeón y Ferrari consiguió después de muchos años el título de Constructores.

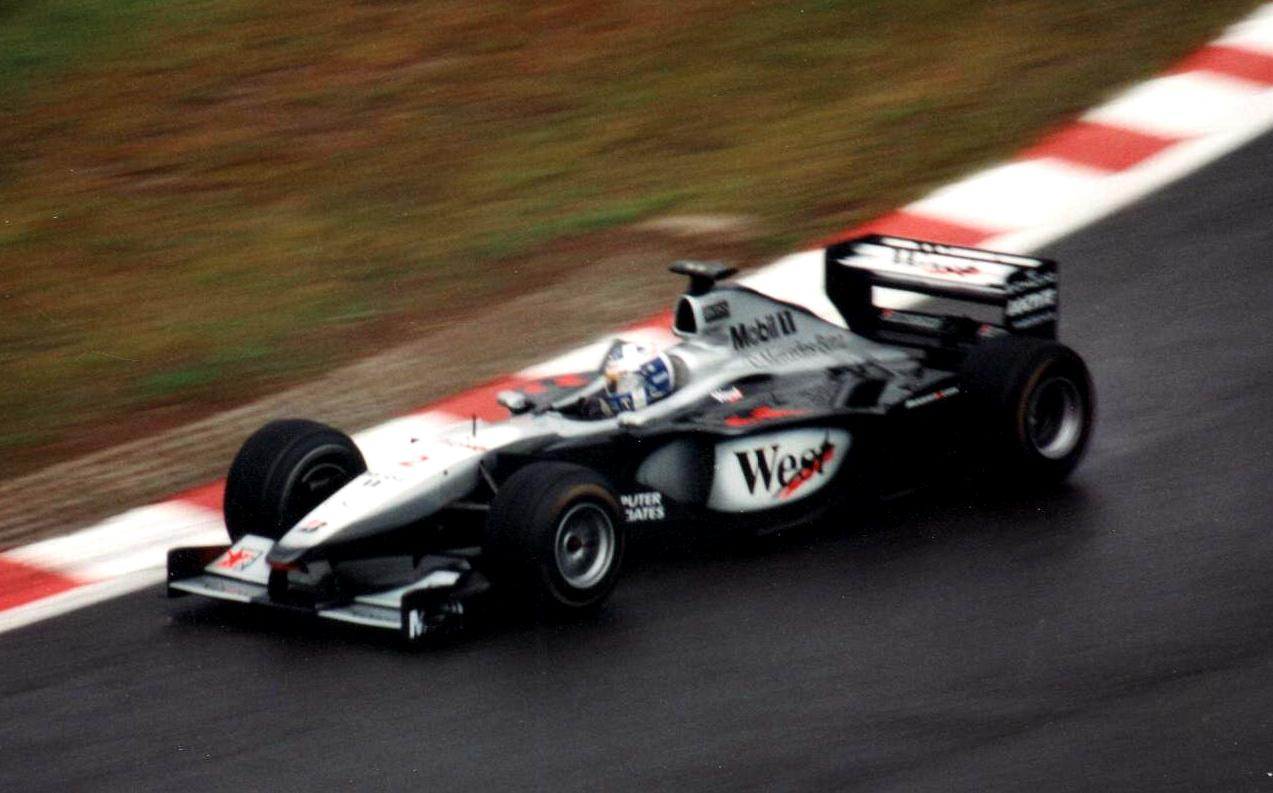
Coulthard en el Gran Premio de Bélgica de 2000.

En la temporada 2000 disputó 17 carreras logrando tres victorias y subiéndose al podio en hasta 12 ocasiones, aunque uno de ellos no fue contabilizado, siendo descalificado en Brasil por presuntas irregularidades en el alerón delantero. Finalizó tercero en el campeonato mundial de pilotos, por detrás de su jefe de filas Mika Häkkinen, que consiguió 16 puntos más que el escocés. A pesar de ello, McLaren no logró ganar el campeonato de constructores, ya que Ferrari sumó 8 puntos más y se alzó con el título. Este año 2000 David siempre lo recordará por el accidente de avión que sufrió, en el cual murieron sus dos pilotos y tanto él como su esposa y su preparador físico se salvaron milagrosamente. En 2001, Coulthard se proclamó subcampeón del mundo, siendo aquel año recordado por sus problemas con el embrague en el Gran Premio de Mónaco que le impidieron iniciar la carrera desde la pole conseguida el día enterior. En las siguientes temporadas, sin embargo, su rendimiento fue bastante inferior. En 2002 McLaren estuvo a años luz del rendimiento de los Ferrari y en 2003, Coulthard se debería subordinar a los intereses de su compañero de equipo, el finlandés Kimi Räikkönen, quien estaría luchando por el título hasta la última carrera.

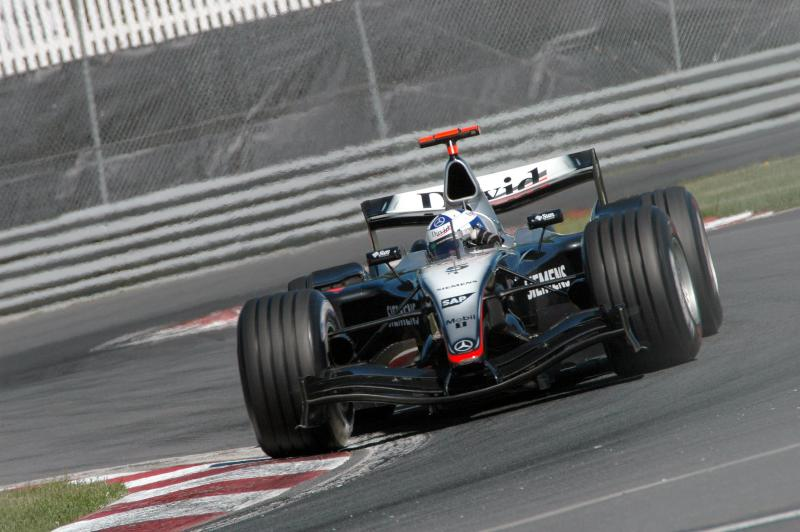
David durante el Gran Premio de Canadá de 2004.

En el 2004 David tuvo un desempeño regular, terminó nueve carreras en la zona de puntos, cinco carreras fuera de la zona de puntos y cuatro abandonos. Su mejor resultado fue un cuarto puesto Gran Premio de Alemania. David terminó el campeonato en el décimo lugar con 24 puntos.
Para el 2005 tuvo que abandonar el equipo, pues Ron Dennis había anunciado un año antes que el piloto colombiano Juan Pablo Montoya sería el compañero del finlandés Kimi Räikkönen la temporada siguiente.

#### Red Bull (2005-2008)

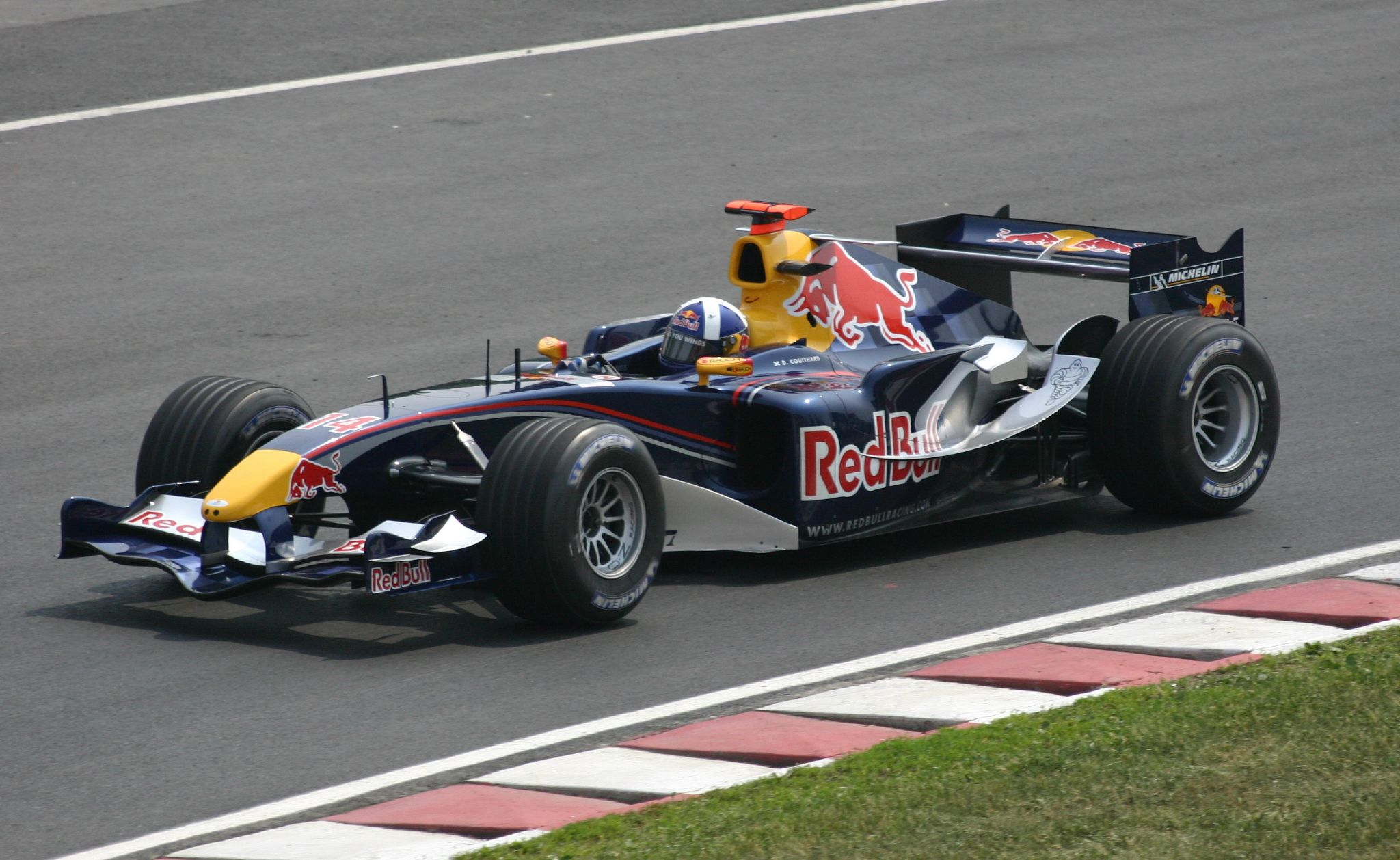
Coulthard al volante del Red Bull en el Gran Premio de Canadá de 2005.

En el 2005 un nuevo equipo participaba en la categoría, Red Bull Racing, con motores Cosworth, que permitieron al piloto escocés una nueva oportunidad de aplicar su experiencia. Debutó con un cuarto puesto en el Gran Premio de Australia de 2005, resultado que sin embargo supo a poco ya que rodó segundo durante buena parte de la carrera. Gracias también a él su escudería Red Bull Racing logró liderar por primera vez una carrera de Fórmula 1 durante el Gran Premio de Europa de 2005. En aquella ocasión el escocés tras verse beneficiado por un incidente en la salida, rodó durante la mayor parte de la carrera en posiciones de podio, pero finalmente una penalización de drive-through por exceder los límites de velocidad en el pit lane le privó de tal posición. Disputó en total esta temporada 18 carreras, obteniendo 24 puntos por 10 de sus compañeros de equipo, con dos cuartos puestos como mejor resultado y siendo la primera vez en más de una década que no estaba entre los 10 mejores clasificados.
El 28 de mayo de 2006, Coulthard consiguió el tercer puesto en Mónaco, clasificándose por detrás de Fernando Alonso y Juan Pablo Montoya, logrando así el primer podio de la historia para la escudería Red Bull Racing. En esa temporada, realmente mala debido al pobre potencial del coche, David sólo puntuó en 4 carreras más, siendo 8.º en Melbourne (tras un percance con Scott Speed), 8.º en Montreal, 7.º en Indianápolis y 5.º en el lluvioso Hungaroring, sumando un total de 14 puntos y terminando 13.º en la clasificación final de pilotos.

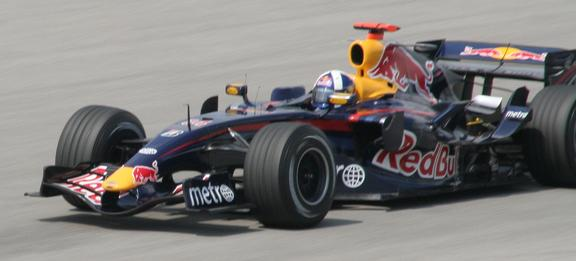
Coulthard durante el Gran Premio de Malasia de 2007.

La temporada 2007 de David empezó con 3 abandonos, 2 de ellos provocados por la escasa fiabilidad que demostró durante todo el año el RB3. Se resarció con un gran 5.º puesto en el Gran Premio de España en Montmeló, aunque hubo algunas suspicacias con su alerón trasero. Estuvo sin puntuar 5 Grandes Premios, hasta que sumó 4 puntos en el lluvioso Nürburgring. En Fuji, perdió el podio al ser adelantado por Kimi Räikkönen a pocas vueltas del final, pero quedó en un gran 4.º puesto, volviendo a los puntos tras Nürburgring. Tras la mejor clasificación de la temporada (5.º), David quedó 8.º en China al haber cambiado muy pronto a ruedas de seco. Una carrera con algún incidente en Brasil (9.º puesto final) dio por finalizada una temporada 2007 en la que sumó tantos puntos como en 2006 y quedó igual que en 2004: 10.º, 14 puntos.

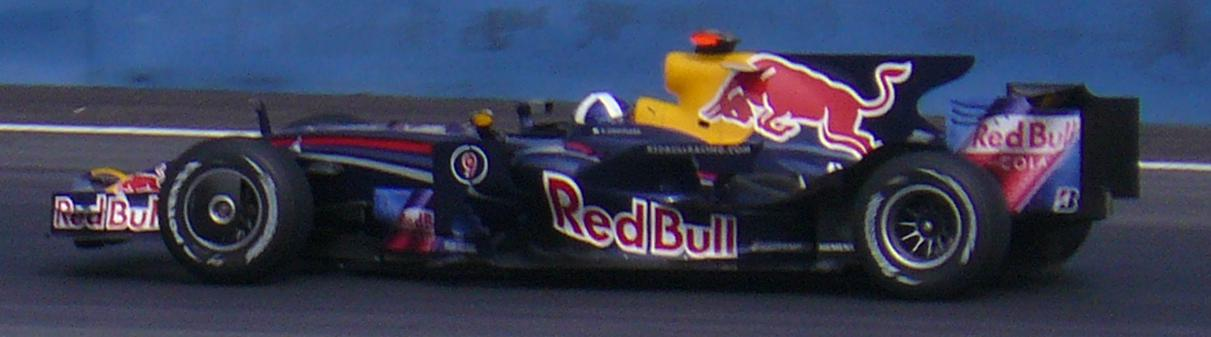
Coulthard en el Gran Premio de Europa de 2008.

2008 fue un mal año para Coulthard, puesto que no mostró un buen rendimiento y su compañero Mark Webber le superó frecuentemente. Sin embargo, en Canadá, Coulthard estrenó su casillero sumando su 62.º podio. Antes del Gran Premio de Gran Bretaña anunció que se retiraría a final de temporada.
Tras volver a puntuar en Singapur, Coulthard participó en su última carrera, el Gran Premio de Brasil de 2008, en el que no tuvo fortuna al ser embestido primero por Nico Rosberg y después por Kazuki Nakajima recién iniciada la carrera. No pudo decir adiós a Fórmula 1 como él hubiese querido.

### DTM
Después de su retirada de la F1, Coulthard se centra en el DTM alemán, al igual que Ralf Schumacher. Compitió tres años seguidos para el equipo de Mücke con un  Mercedes-Benz Clase C, sin destacar demasiado. En 2010 logró un octavo puesto en la última fecha con su Mercedes-Benz Clase C del año anterior, que le valió 1 punto y el 16.º puesto final. En 2011 terminó 16.º en el campeonato, nuevamente con tan sólo un punto gracias a un octavo puesto.
En 2012, Coulthard recibió un modelo nuevo dado el cambio de reglamento. Logró un quinto y un octavo, que le valieron 14 puntos y la 15.º posición final. A finales de 2012, el escocés anuncia su retirada definitiva del automovilismo.

### Carrera de Campeones
Coulthard ha disputado numerosas ediciones de la Carrera de Campeones.
Entre 2004 y 2006 participó junto al escocés Colin McRae, con quien alcanzó la semifinal de la Copa de las Naciones 2005. Luego de su muerte, disputó la edición 2007 junto a su hermano, Alister McRae.
En 2008 fue finalista de la prueba individual disputada en Wembley, donde perdió ante Sébastien Loeb. En 2009 formó pareja con el sudafricano Giniel de Villiers.
Luego de ausentarse en 2010, Coulthard corrió en 2011 junto al portugués Filipe Albuquerque. En 2012 corrió en la Copa de las Naciones junto al británico Andy Priaulx, a la vez que alcanzó la semifinal en la prueba individual.
La edición 2013 de la Carrera de Campeones se suspendió por problemas políticos en Tailandia. En 2014, Coulthard corrió en Barbados junto a la británica Susie Wolff, perdiendo en la final ante la dupla nórdica de Tom Kristensen y Petter Solberg. Luego ganó la prueba individual, al derrotar en la final a Pascal Wehrlein.
Coulthard volvió a correr en la Carrera de Campeones 2015, de vuelta en el Reino Unido, donde perdió en la semifinal ante Sebastian Vettel.

## Resumen de carrera
| Temporada | Categoría                            | Equipo                    | Carreras          | Poles             | Victorias         | VR                | Podios            | Puntos            | Pos.              |
| --------- | ------------------------------------ | ------------------------- | ----------------- | ----------------- | ----------------- | ----------------- | ----------------- | ----------------- | ----------------- |
| 1989      | Fórmula Ford 1600 Dunlop/Autosport   | ?                         | ?                 | ?                 | ?                 | ?                 | ?                 | ?                 | 1.º               |
| 1989      | Fórmula Ford 1600 P&O Ferries Junior | ?                         | ?                 | ?                 | ?                 | ?                 | ?                 | ?                 | 1.º               |
| 1989      | Fórmula Ford Festival                | ?                         | 1                 | 0                 | 0                 | 0                 | 1                 | N/A               | 3.º               |
| 1990      | Fórmula Opel Lotus Euroseries        | ?                         | 11                | 0                 | 1                 | 0                 | 2                 | ?                 | 5.º               |
| 1990      | Fórmula Vauxhall Lotus               | ?                         | ?                 | ?                 | ?                 | ?                 | ?                 | 80                | 4.º               |
| 1990      | Campeonato Británico de Turismos     | Cook Racing               | 1                 | 0                 | 0                 | 0                 | 0                 | 4                 | 33.º              |
| 1991      | Fórmula 3 Británica                  | Paul Stewart Racing       | 16                | 0                 | 5                 | 0                 | 8                 | 66                | 2.º               |
| 1991      | Gran Premio de Macao                 | Paul Stewart Racing       | 1                 | 0                 | 1                 | 0                 | 1                 | N/A               | 1.º               |
| 1991      | Masters de Fórmula 3                 | Paul Stewart Racing       | 1                 | 0                 | 1                 | 0                 | 1                 | N/A               | 1.º               |
| 1991      | Fórmula 3 Copa Fuji                  | ?                         | 1                 | 1                 | 0                 | ?                 | 1                 | N/A               | 2.º               |
| 1992      | Fórmula 3000 Internacional           | Paul Stewart Racing       | 10                | 0                 | 0                 | 1                 | 2                 | 11                | 9.º               |
| 1992      | Gran Premio de Macao                 | Paul Stewart Racing       | 1                 | 0                 | 0                 | 0                 | 0                 | N/A               | NC                |
| 1993      | Fórmula 3000 Internacional           | Pacific Racing            | 9                 | 0                 | 1                 | 2                 | 4                 | 25                | 3.º               |
| 1993      | Fórmula 1                            | Canon Williams Renault    | Piloto de pruebas | Piloto de pruebas | Piloto de pruebas | Piloto de pruebas | Piloto de pruebas | Piloto de pruebas | Piloto de pruebas |
| 1993      | 24 Horas de Le Mans Clase GT         | TWR Jaguar Racing         | 1                 | –                 | –                 | –                 | –                 | N/A               | DSQ               |
| 1994      | Fórmula 3000 Internacional           | Vortex                    | 1                 | 0                 | 0                 | 0                 | 1                 | 6                 | 9.º               |
| 1994      | Fórmula 1                            | Rothmans Williams Renault | Piloto de pruebas | Piloto de pruebas | Piloto de pruebas | Piloto de pruebas | Piloto de pruebas | Piloto de pruebas | Piloto de pruebas |
| 1994      | Fórmula 1                            | Rothmans Williams Renault | 8                 | 0                 | 0                 | 2                 | 1                 | 14                | 8.º               |
| 1995      | Fórmula 1                            | Rothmans Williams Renault | 17                | 5                 | 1                 | 2                 | 8                 | 49                | 3.º               |
| 1996      | Fórmula 1                            | Marlboro McLaren Mercedes | 16                | 0                 | 0                 | 0                 | 2                 | 18                | 7.º               |
| 1997      | Fórmula 1                            | West McLaren Mercedes     | 17                | 0                 | 2                 | 1                 | 4                 | 36                | 3.º               |
| 1998      | Fórmula 1                            | West McLaren Mercedes     | 16                | 3                 | 1                 | 3                 | 9                 | 56                | 3.º               |
| 1999      | Fórmula 1                            | West McLaren Mercedes     | 16                | 0                 | 2                 | 3                 | 6                 | 48                | 4.º               |
| 2000      | Fórmula 1                            | West McLaren Mercedes     | 17                | 2                 | 3                 | 3                 | 11                | 73                | 3.º               |
| 2001      | Fórmula 1                            | West McLaren Mercedes     | 17                | 2                 | 2                 | 3                 | 10                | 65                | 2.º               |
| 2002      | Fórmula 1                            | West McLaren Mercedes     | 17                | 0                 | 1                 | 1                 | 6                 | 41                | 5.º               |
| 2003      | Fórmula 1                            | West McLaren Mercedes     | 16                | 0                 | 1                 | 0                 | 3                 | 51                | 7.º               |
| 2004      | Fórmula 1                            | West McLaren Mercedes     | 18                | 0                 | 0                 | 0                 | 0                 | 24                | 10.º              |
| 2005      | Fórmula 1                            | Red Bull Racing           | 19                | 0                 | 0                 | 0                 | 0                 | 24                | 12.º              |
| 2006      | Fórmula 1                            | Red Bull Racing           | 18                | 0                 | 0                 | 0                 | 1                 | 14                | 13.º              |
| 2007      | Fórmula 1                            | Red Bull Racing           | 17                | 0                 | 0                 | 0                 | 0                 | 14                | 10.º              |
| 2008      | Fórmula 1                            | Red Bull Racing           | 18                | 0                 | 0                 | 0                 | 1                 | 8                 | 16.º              |
| 2009      | Fórmula 1                            | Red Bull Racing           | Piloto de pruebas | Piloto de pruebas | Piloto de pruebas | Piloto de pruebas | Piloto de pruebas | Piloto de pruebas | Piloto de pruebas |
| 2010      | Deutsche Tourenwagen Masters         | Mücke Motorsport          | 11                | 0                 | 0                 | 1                 | 0                 | 1                 | 16.º              |
| 2011      | Deutsche Tourenwagen Masters         | Mücke Motorsport          | 10                | 0                 | 0                 | 1                 | 0                 | 1                 | 16.º              |
| 2012      | Deutsche Tourenwagen Masters         | Mücke Motorsport          | 10                | 0                 | 0                 | 0                 | 0                 | 14                | 15.º              |

## Resultados

### Fórmula 3000 Internacional
(Clave) (negrita indica pole position) (cursiva indica vuelta rápida)

| Año  | Equipo              | Chasis      | Motor         | 1      | 2       | 3     | 4       | 5       | 6     | 7     | 8       | 9       | 10    | Pos. | Puntos |
| ---- | ------------------- | ----------- | ------------- | ------ | ------- | ----- | ------- | ------- | ----- | ----- | ------- | ------- | ----- | ---- | ------ |
| 1992 | Paul Stewart Racing | Reynard/92D | Judd          | SIL 7  | PAU Ret | CAT 8 | PER Ret | HOC Ret | NÜR 7 | SPA 4 | ALB 7   | NOG 3   | MAG 3 | 9.º  | 11     |
| 1993 | Pacific Racing      | Reynard/93D | Ford Cosworth | DON 13 | SIL 2   | PAU 2 | PER 1   | HOC Ret | NÜR 7 | SPA 3 | MAG Ret | NOG Ret |       | 3.º  | 25     |
| 1994 | Vortex Motorsport   | Reynard/94D | Ford Cosworth | SIL 2  | PAU     | CAT   | PER     | HOC     | SPA   | EST   | MAG     |         |       | 9.º  | 6      |

### Fórmula 1
(Clave) (negrita indica pole position) (cursiva indica vuelta rápida)

| Año     | Escudería                 | 1       | 2       | 3       | 4       | 5       | 6       | 7       | 8       | 9       | 10      | 11      | 12      | 13      | 14      | 15      | 16      | 17      | 18      | 19    | Pos. | Puntos |
| ------- | ------------------------- | ------- | ------- | ------- | ------- | ------- | ------- | ------- | ------- | ------- | ------- | ------- | ------- | ------- | ------- | ------- | ------- | ------- | ------- | ----- | ---- | ------ |
| 1994    | Rothmans Williams Renault | BRA     | PAC     | SMR     | MON     | ESP Ret | CAN 5   | FRA     | GBR 5   | GER Ret | HUN Ret | BEL 4   | ITA 6†  | POR 2   | EUR     | JPN     | AUS     |         |         |       | 8.º  | 14     |
| 1995    | Rothmans Williams Renault | BRA 2   | ARG Ret | SMR 4   | ESP Ret | MON Ret | CAN Ret | FRA 3   | GBR 3   | GER 2   | HUN 2   | BEL Ret | ITA Ret | POR 1   | EUR 3   | PAC 2   | JPN Ret | AUS Ret |         |       | 3.º  | 49     |
| 1996    | Marlboro McLaren Mercedes | AUS Ret | BRA Ret | ARG 7   | EUR 3   | SMR Ret | MON 2   | ESP Ret | CAN 4   | FRA 6   | GBR 5   | GER 5   | HUN Ret | BEL Ret | ITA Ret | POR 13  | JPN 8   |         |         |       | 7.º  | 18     |
| 1997    | West McLaren Mercedes     | AUS 1   | BRA 10  | ARG Ret | SMR Ret | MON Ret | ESP 6   | CAN 7   | FRA 7†  | GBR 4   | GER Ret | HUN Ret | BEL Ret | ITA 1   | AUT 2   | LUX Ret | JPN 10† | EUR 2   |         |       | 3.º  | 36     |
| 1998    | West McLaren Mercedes     | AUS 2   | BRA 2   | ARG 6   | SMR 1   | ESP 2   | MON Ret | CAN Ret | FRA 6   | GBR Ret | AUT 2   | GER 2   | HUN 2   | BEL 7   | ITA Ret | LUX 3   | JPN 3   |         |         |       | 3.º  | 56     |
| 1999    | West McLaren Mercedes     | AUS Ret | BRA Ret | SMR 2   | MON Ret | ESP 2   | CAN 7   | FRA Ret | GBR 1   | AUT 2   | GER 5   | HUN 2   | BEL 1   | ITA 5   | EUR Ret | MYS Ret | JPN Ret |         |         |       | 4.º  | 48     |
| 2000    | West McLaren Mercedes     | AUS Ret | BRA DSQ | SMR 3   | GBR 1   | ESP 2   | EUR 3   | MON 1   | CAN 7   | FRA 1   | AUT 2   | GER 3   | HUN 3   | BEL 4   | ITA Ret | USA 5   | JPN 3   | MYS 2   |         |       | 3.º  | 73     |
| 2001    | West McLaren Mercedes     | AUS 2   | MYS 3   | BRA 1   | SMR 2   | ESP 5   | AUT 1   | MON 5   | CAN Ret | EUR 3   | FRA 4   | GBR Ret | GER Ret | HUN 3   | BEL 2   | ITA Ret | USA 3   | JPN 3   |         |       | 2.º  | 65     |
| 2002    | West McLaren Mercedes     | AUS Ret | MYS Ret | BRA 3   | SMR 6   | ESP 3   | AUT 6   | MON 1   | CAN 2   | EUR Ret | GBR 10  | FRA 3   | GER 5   | HUN 5   | BEL 4   | ITA 7   | USA 3   | JPN Ret |         |       | 5.º  | 41     |
| 2003    | West McLaren Mercedes     | AUS 1   | MYS Ret | BRA 4   | SMR 5   | ESP Ret | AUT 5   | MON 7   | CAN Ret | EUR 15† | FRA 5   | GBR 5   | GER 2   | HUN 5   | ITA Ret | USA Ret | JPN 3   |         |         |       | 7.º  | 51     |
| 2004    | West McLaren Mercedes     | AUS 8   | MYS 6   | BHR Ret | SMR 12  | ESP 10  | MON Ret | EUR Ret | CAN 6   | USA 7   | FRA 6   | GBR 7   | GER 4   | HUN 9   | BEL 7   | ITA 6   | CHN 9   | JPN Ret | BRA 11  |       | 10.º | 24     |
| 2005    | Red Bull Racing           | AUS 4   | MYS 6   | BHR 8   | SMR 11  | ESP 8   | MON Ret | EUR 4   | CAN 7   | USA DNS | FRA 10  | GBR 13  | GER 7   | HUN Ret | TUR 7   | ITA 15  | BEL Ret | BRA Ret | JPN 6   | CHN 9 | 12.º | 24     |
| 2006    | Red Bull Racing           | BHR 10  | MYS Ret | AUS 8   | SMR Ret | EUR Ret | ESP 14  | MON 3   | GBR 12  | CAN 8   | USA 7   | FRA 9   | GER 11  | HUN 5   | TUR 15† | ITA 12  | CHN 9   | JPN Ret | BRA Ret |       | 13.º | 14     |
| 2007    | Red Bull Racing           | AUS Ret | MYS Ret | BHR Ret | ESP 5   | MON 14  | CAN Ret | USA Ret | FRA 13  | GBR 11  | EUR 5   | HUN 11  | TUR 10  | ITA Ret | BEL Ret | JPN 4   | CHN 8   | BRA 9   |         |       | 10.º | 14     |
| 2008    | Red Bull Racing           | AUS Ret | MYS 9   | BHR 18  | ESP 12  | TUR 9   | MON Ret | CAN 3   | FRA 9   | GBR Ret | GER 13  | HUN 13  | EUR 17  | BEL 11  | ITA 16  | SIN 7   | JPN Ret | CHN 10  | BRA Ret |       | 16.º | 8      |
| Fuente: |                           |         |         |         |         |         |         |         |         |         |         |         |         |         |         |         |         |         |         |       |      |        |

### 24 Horas de Le Mans
| Año  | Equipo            | Copilotos                  | Coche        | Clase | Vueltas | Pos. | Pos. clase |
| ---- | ----------------- | -------------------------- | ------------ | ----- | ------- | ---- | ---------- |
| 1993 | TWR Jaguar Racing | John Nielsen David Brabham | Jaguar XJ220 | GT    | 306     | DSQ  | DSQ        |

### Campeonato Británico de Turismos
(Clave) (negrita indica pole position) (cursiva indica vuelta rápida)

| Año  | Equipo              | Coche             | Clase | 1   | 2   | 3   | 4   | 5   | 6   | 7   | 8   | 9      | 10  | 11  | 12  | 13  | Pos. | Puntos | Pos. clase |
| ---- | ------------------- | ----------------- | ----- | --- | --- | --- | --- | --- | --- | --- | --- | ------ | --- | --- | --- | --- | ---- | ------ | ---------- |
| 1990 | Vauxhall Motorsport | Vauxhall Cavalier | B     | OUL | DON | THR | SIL | OUL | SIL | BRH | SNE | BRH 13 | BIR | DON | THR | SIL | 33.º | 4      | 21.º       |

### Deutsche Tourenwagen Masters
(Clave) (negrita indica pole position) (cursiva indica vuelta rápida)

| Año  | Equipo           | Automóvil                   | 1      | 2      | 3       | 4       | 5      | 6      | 7       | 8       | 9       | 10      | 11    | Pos. | Puntos |
| ---- | ---------------- | --------------------------- | ------ | ------ | ------- | ------- | ------ | ------ | ------- | ------- | ------- | ------- | ----- | ---- | ------ |
| 2010 | Mücke Motorsport | AMG-Mercedes C-Klasse 2008  | HOC 12 | VAL 13 | LAU Ret | NOR 13  | NÜR 10 | ZAN 12 | BRH 12  | OSC 14  | HOC Ret | ADR 10  | SHA 8 | 16.º | 1      |
| 2011 | Mücke Motorsport | AMG-Mercedes C-Klasse 2008  | HOC 10 | ZAN 16 | SPL 9   | LAU 13  | NOR 8  | NÜR 17 | BRH 12  | OSC 10  | VAL DSQ | HOC 17† |       | 16.º | 1      |
| 2012 | Mücke Motorsport | AMG-Mercedes C-Klasse Coupé | HOC 8  | LAU 12 | BRH 15  | SPL Ret | NOR 5  | NÜR 20 | ZAN Ret | OSC Ret | VAL 11  | HOC Ret |       | 15.º | 14     |

- † El piloto no acabó la carrera, pero se clasificó al completar el 90% de la distancia total.